# Va', metti una sentinella
Va', metti una sentinella (Go, Set a Watchman) è un romanzo della scrittrice statunitense Harper Lee.
Tradotto da Vincenzo Mantovani e pubblicato dalla casa editrice Feltrinelli nel novembre 2015. 

## Origini
Il buio oltre la siepe (To kill a mockingbird) è stato il primo romanzo che Harper Lee ha  pubblicato, ma non è stato il primo che ha scritto. Il suo primo tentativo fu Va', metti una sentinella che raccontava le vite degli stessi  personaggi di To Kill a Mockingbird in un'epoca successiva. Fu sottoposto a un editore nel 1957, ma non fu accettato. Venne invece proposto all'autrice di rivedere la storia e di rappresentare la sua protagonista, Scout, come una bambina. L'autrice lavorò all'idea per due anni e alla fine nacque Il buio oltre la siepe.

## Vicende editoriali
Go Set a Watchman è stato scritto e dimenticato, fino a quando non è stato scoperto da Tonja Carter, avvocato dell'autrice, in una cassetta di sicurezza. Nel mese di febbraio 2015, è stato annunciato che Harper Collins avrebbe pubblicato il manoscritto in data 14 luglio 2015.
A causa del vacillante stato di salute della ormai ottantottenne Lee, sono state sollevate domande sul fatto che la pubblicazione sia realmente dovuta alla decisione dell'autrice. Lee ha rilasciato questa dichiarazione:
"Sono viva e vegeta e felicissima per le reazioni al mio Watchman”.
Ma anche questo messaggio non ha messo fine alle domande: in una lettera del 2011, la sorella Alice aveva scritto che Lee avrebbe "...firmato qualsiasi cosa se  messa davanti a lei da uno nel quale aveva fiducia". Tuttavia altri  hanno dichiarato che c'è la sua volontà dietro la decisione di pubblicare il libro. I funzionari dell'Alabama hanno indagato e non hanno trovato nessuna prova che la scrittrice fosse vittima di una coercizione.

## Accoglienza
Il romanzo controverso e il ritratto scioccante del personaggio amato di Atticus hanno scatenato dibattiti tra i fan su Internet  e hanno alimentato l'interesse sul processo creativo dell'autrice. Per la casa editrice Harper-Collins, il secondo romanzo di Harper Lee ha battuto diversi record di pre-vendita ed è sulla strada per diventare un'opera letteraria di successo.

## Trama
Jean Louise Finch (Scout) è una donna di 26 anni che vive a New York. Durante il periodo estivo va a trovare la famiglia a Maycomb, in Alabama, per trascorrere con loro due settimane di vacanze. Si incontra col suo amico d'infanzia e corteggiatore, Henry Clinton (Hank), che è diventato avvocato e lavora come assistente del padre di Jean Louise, Atticus Finch. Il padre della protagonista non è più raffigurato come la retta coscienza morale de Il buio oltre la siepe, ma ha legami con ambienti segregazionisti, il Ku Klux Klan. Jack, lo zio medico, è ora in pensione, vive solo e si dedica, con passione di estroso erudito, ai suoi interessi letterari. La zia Alexandra gestisce la casa da quando Calpurnia, la domestica nera, ormai anziana, si è ritirata dal servizio.
Jean Louise esce col giovane Henry e assieme ripercorrono i luoghi della loro infanzia. La cittadina è cambiata: le abitazioni e i locali sono stati ristrutturati, i neri possono permettersi l'automobile, ma la gente è rimasta la stessa, piena di pregiudizi e incline ai pettegolezzi che il comportamento spregiudicato di Scout non tarda a scatenare. La narrazione prosegue descrivendo la ripresa dei rapporti sociali della protagonista con gli amici e conoscenti della sua città, inframezzata dai ricordi della sua infanzia e adolescenza condivisa con l'amico Dill e col fratello Jem, da poco tragicamente deceduto per una malattia cardiaca, come la madre.
Dopo aver trovato un opuscolo dal titolo La peste nera tra le carte di suo padre, una domenica pomeriggio, Jean Louise segue incuriosita Henry e Atticus che si recano a una riunione politica al Palazzo di Giustizia e scopre che sostengono, per le elezioni della Contea, la candidatura di un esponente apertamente razzista. È inorridita: il padre è ormai per lei un ipocrita e un traditore.
Avviene un incidente: il nipote di Calpurnia ha investito con la sua auto un pedone ubriaco.
Atticus si impegna a seguire il caso, ma con l'intenzione di far riconoscere al ragazzo la sua colpa per evitare che sia patrocinato dalla NAACP, un'associazione che difende la gente di colore.
Jean Louise va a trovare Calpurnia e viene trattata con cortesia ma con freddezza.
Cerca consolazione presso lo zio Jack, ma questi giustifica il comportamento del fratello con la complessità della situazione politica del Sud.
Presto Scout arriva ad uno scontro durissimo col padre. Furiosa prepara i bagagli per andarsene ma mentre è in procinto di salire in macchina per lasciare la città, sopraggiunge lo zio Jack. I due hanno un'aspra discussione e Jack assesta alla nipote uno schiaffo. 
Scout rinsavisce e con l'aiuto dello zio finalmente realizza molte cose: vede il padre non più come un idolo, ma come un uomo con le sue contraddizioni e le sue incongruenze e comprende anche quale può essere il suo ruolo al suo fianco, con le sue idee progressiste tra i pregiudizi della città di Maycomb, Alabama.